# Adam Kotowski
Adam Kotowski herbu Kot (ur. 1626 w Komorznie, zm. 21 listopada 1693) – stolnik wyszogrodzki w latach 1676–1693, wielkorządca krakowski od 24 czerwca 1680 roku do 24 czerwca 1683 roku, starosta bolimowski w latach 1681–1683, starosta krzeczowski, sekretarz królewski w latach 1670–1678, dzierżawca ceł wielkopolskich i małopolskich w latach 1662–1684, dzierżawca ceł ruskich w latach 1669–1684, dzierżawca ceł mazowieckich w latach 1673–1684, dzierżawca ekonomii samborskiej w 1667 roku, dzierżawca dóbr żywieckich w latach 1667-1671, dzierżawca olbory olkuskiej w latach 1670–1689, dzierżawca żup krakowskich w latach 1674–1693, stronnik króla Jana Sobieskiego.

## Życiorys
Urodził się w Komorznie na Górnym Śląsku jako Adam Kot, syn chłopa pańszczyźnianego, miał także braci Macieja, Michała i Wojciecha. Zbiegł ze swojej wioski i znalazł się na dworze Jana Wielopolskiego, starosty bieckiego, a potem kasztelana wojnickiego, osoby posiadającej w tym czasie duże wpływy w Małopolsce. Jako sługa Wielopolskich został zauważony i pobierał nauki z jego synem Janem, późniejszym kanclerzem wielkim koronnym.
Dzięki poparciu Wielopolskiego Adam Kot znalazł się na dworze króla Jana Kazimierza i został sekretarzem królewskim. Poślubił Małgorzatę z Durantów, córkę Jakuba, nadwornego krawca pochodzącego z Francji, która dzięki swoim talentom i inteligencji wspomagała męża w osiąganiu coraz wyższej pozycji społecznej. Jako przybysz ze Śląska, znajdującego się poza granicami Rzeczypospolitej, 20 maja 1659 roku otrzymał od Jana Kazimierza jako króla Szwecji nobilitację, zostając w ten sposób szlachcicem szwedzkim.
W latach 60. XVII wieku Kotowski zdobył znaczny majątek, m.in. w 1662 roku wraz z Wawrzyńcem Wodzickim, swym protegowanym i długoletnim wspólnikiem w interesach, otrzymał dzierżawę  ceł małopolskich i wielkopolskich. W 1664 udzielał pożyczek pieniężnych. W 1667 Kotowski i Wodzicki uzyskali dzierżawę bogatej ekonomii samborskiej, a także zarządzali dobrami żywieckimi, które były prywatną własnością króla Jana Kazimierza.
W roku 1673 sejm nadał Kotowskiemu indygenat, to znaczy uzyskał on pełnię praw przysługujących szlachcie Rzeczypospolitej. W zamian wystawił on regiment dragonii na wyprawę chocimską i następnie bezterminowo go utrzymywał. Kilka lat później na wyprawę wiedeńską oddał do dyspozycji Jana III Sobieskiego sfinansowany przez siebie poczet husarski. Uzyskanie indygenatu pozwoliło Kotowskiemu na dalsze pomnażanie majątku i godności: został żupnikiem krakowskim, a w roku 1674 on i Wodzicki otrzymali dzierżawę żup w Bochni i Wieliczce oraz mazowieckich składów soli. W 1670 Kotowski uzyskał na trzy lata dzierżawę wielkorządców krakowskich, miał także udziały w kopalniach olkuskich. Oprócz tego jako szlachcic mógł piastować urzędy ziemskie – uzyskał liczne nadania królewskie oraz ziemskie dobra dziedziczne, położone głównie na terenie ówczesnych województw  mazowieckiego i sandomierskiego.
W 1688, pod nieobecność Jana III i Marii Kazimiery, żona Adama, Małgorzata, witała przybywające z Paryża do Warszawy siostry sakramentki, sprowadzone do Polski za staraniem Marii Kazimiery. Małżonkowie korzystali z usług Tylmana z Gameren – dla Kotowskich zaprojektował on pałac na Nowym Mieście, wzniesiony w 1684 i zaadaptowany kilka lat później na klasztor sakramentek, dwór (obecnie nieistniejący) na rogu ulic Długiej i Miodowej, modrzewiowy kościół fundacji Kotowskiego w Klementowicach koło Puław oraz kaplicę Kotowskich w kościele św. Jacka w Warszawie z lat 1690–1694.
Kotowscy nie doczekali się potomstwa. Część ogromnego majątku jeszcze za życia przekazali na cele kościelne: dominikanie warszawscy otrzymali Borowe na Lubelszczyźnie, Kudłów w ziemi sandomierskiej, Jurki i Wolę Jurkowską koło Tarczyna, Groty i Górce koło Warszawy oraz część Zamłynia w ziemi czerskiej. Kotowski obdarował także m.in. warszawskie klasztory franciszkanów i paulinów oraz kościół w Bobrownikach.
14 czerwca 1690 zmarła Małgorzata Kotowska, a 21 listopada 1693 Adam Kotowski. Resztę majątku (dwór w Warszawie, majątki Klementowice i Kurów, wierzytelności) dziedziczyli bracia Kotowskiego. Zostali oni jednak oszukani przez referendarza koronnego Stanisława Antoniego Szczukę, który odkupił prawa do majątku za symboliczną opłatę. Kotowscy zostali pochowani w kaplicy w kościele św. Jacka na Nowym Mieście, wzniesionej według projektu Tylmana z Gameren przez Józefa Szymona Bellottiego, włoskiego architekta. Kaplica stosunkowo mało ucierpiała w czasie II wojny światowej, do dziś zdobią ją portrety małżonków Kotowskich.

## Galeria

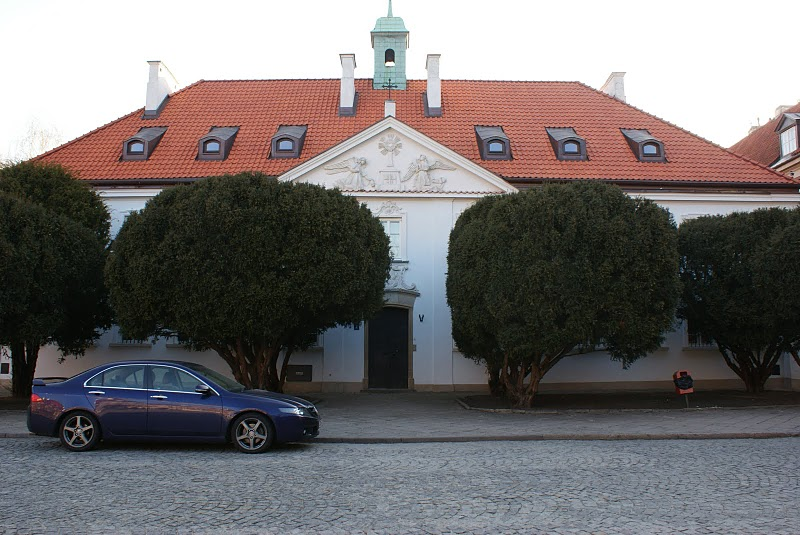
Klasztor Sakramentek w Warszawie na Nowym Mieście, wzniesiony na parcelach odkupionych w 1688 od Kotowskich
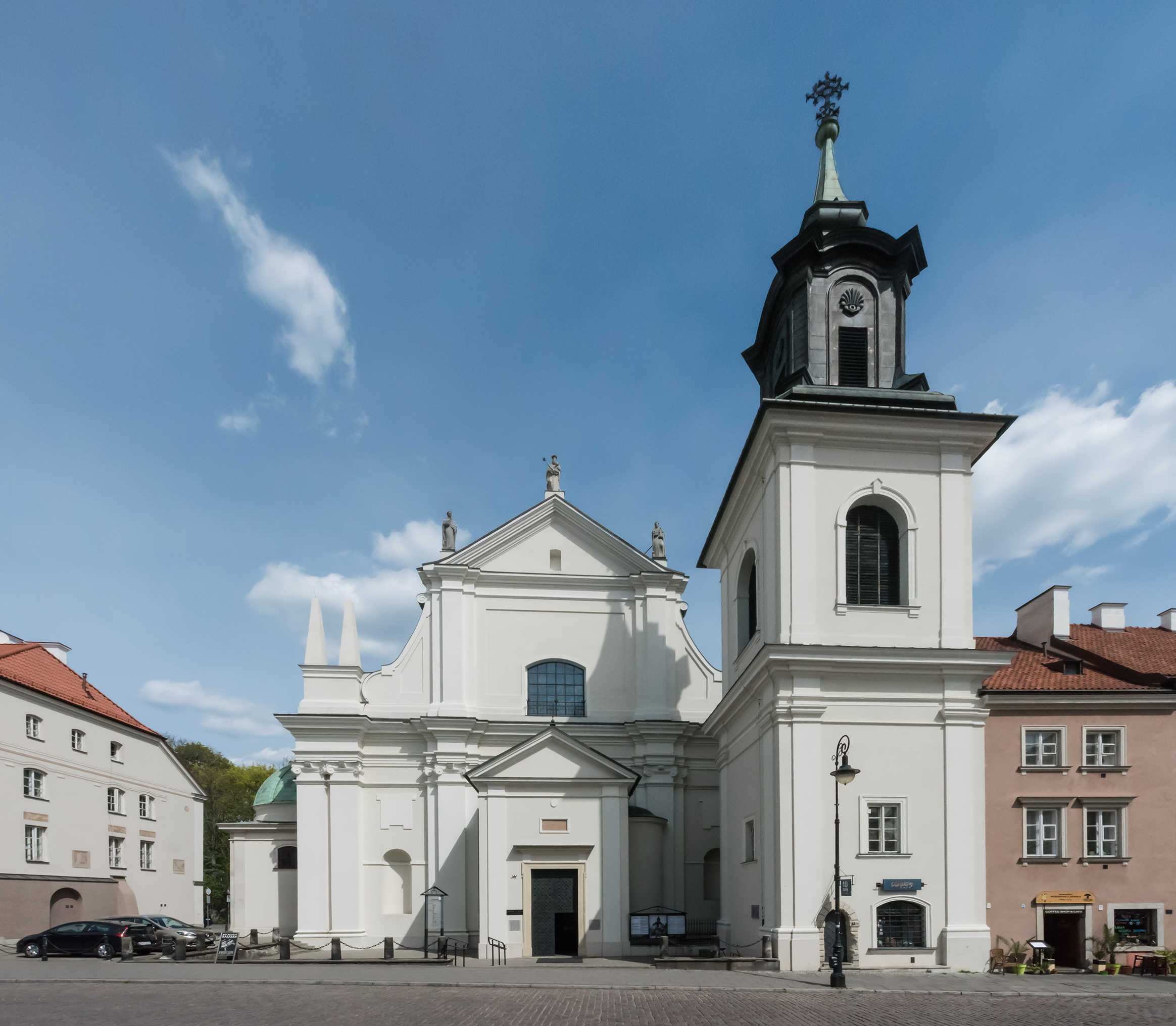
Kościół św. Jacka w Warszawie, w którym znajduje się kaplica Kotowskich
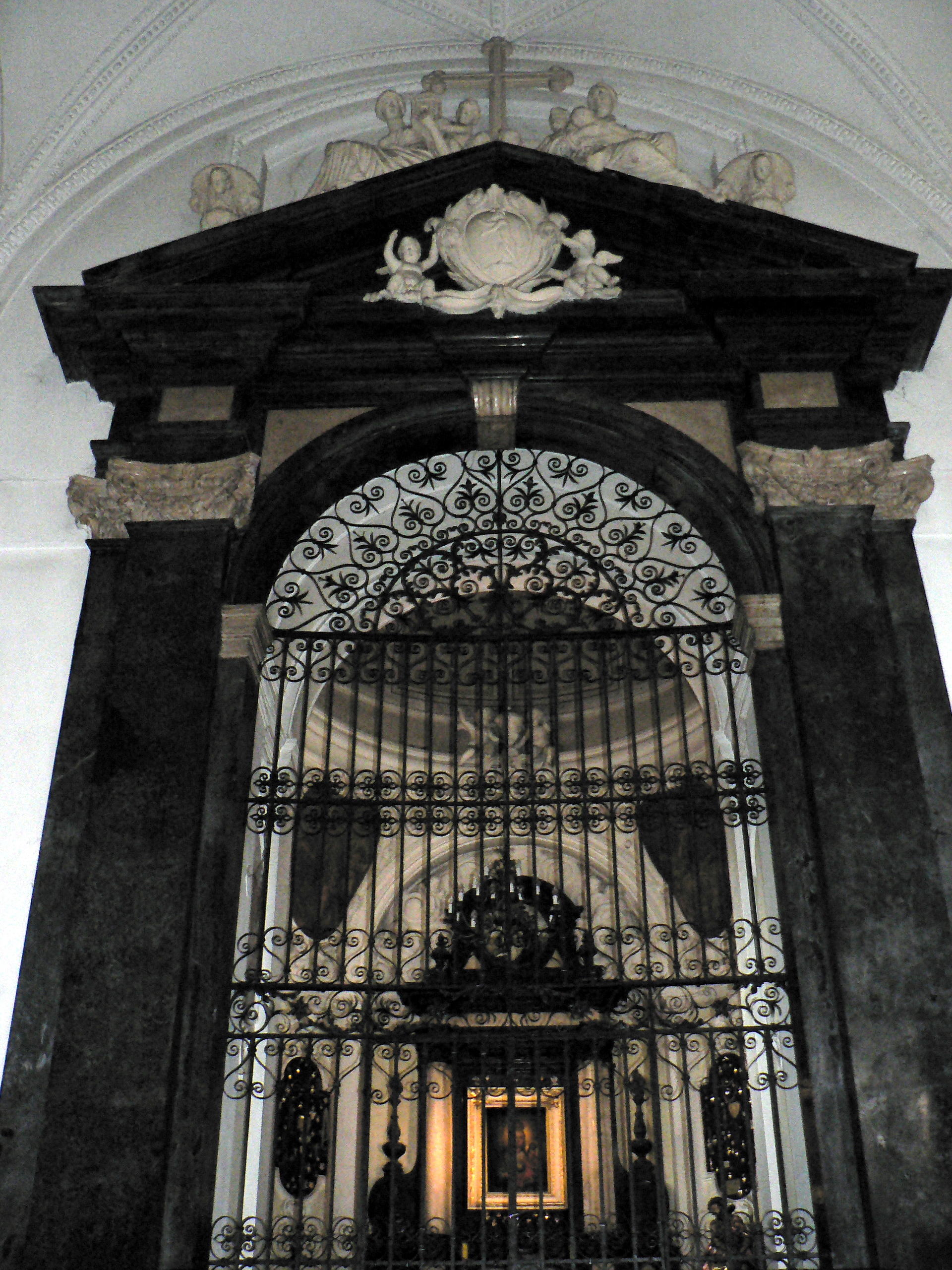
Wnętrze kaplicy Kotowskich